# Marcel Serierse
Marcel Serierse (Rotterdam, 16 juli 1962) is een Nederlandse drummer en sessiemuzikant uit Soest die in de pop- en jazzwereld werkt. Daarnaast is hij docent Jazz van het Conservatorium van Amsterdam.
Marcel Serierse komt uit een muzikale familie. Zo speelde zijn vader Koos Serierse als bassist bij de Dutch Swing College Band, Trio Rein de Graaff en de Skymasters.
Al vanaf zijn zesde levensjaar speelde hij slagwerk. Na zijn schoolopleiding aan de Werkplaats Kindergemeenschap in Bilthoven studeerde hij aan het Rotterdams Conservatorium zeven jaar klassiek slagwerk. In 1984 studeerde hij hier cum laude af en vervolgde zijn studie in New York. Tot zijn leermeesters hoorden de drummers Steve Gadd en Mel Lewis. Reeds in zijn studietijd was hij actief als drummer in de bigband van componist Rob Madna en de Europese jeugdbigband Eurojazz.
Marcel Serierse speelde onder anderen met Toots Thielemans, Michel Petrucciani en Al Jarreau. Tot de muzikanten waar hij langdurig mee samenwerkte horen Laura Fygi, Ilja Reijngoud en het Rosenberg Trio.
In 2003 trad Serierse toe tot het Jazz Orchestra Of The Concertgebouw dat in het Bimhuis en in het Koninklijk Concertgebouw speelde. Vanaf 2005 was hij vaste drummer van het Tom Beek Quintet. Een jaar later speelde hij in het kwartet van pianist Jasper van 't Hof. Sinds 2012 maakt hij deel uit van de groep van trombonist Ilja Reijngoud. Ook speelt hij vast bij het Equinox Quintet.
Op 9 oktober 2020 verscheen de ep Telegrams. Serierse, die niet alleen drumt op de plaat maar ook contrabas speelt, werkte samen met gitarist Tim Langedijk. Het tijdschrift Gitarist riep de ep uit tot Release van de week.

## Onderscheidingen
- 2014 - All Time Favorite verkozen door de lezers van de Slagwerkkrant
- 1991, 1992 en 1993 - Beste fusiondrummer van de Benelux, verkozen door de lezers van de Slagwerkkrant[5]
- 1983 - Wessel Ilcken Prijs, aanmoedigingsprijs, dat jaar voor de eerste maal uitgereikt door de Stichting Loosdrecht Jazz.[6][7]

## Discografie
- L.O.V.E. met Hans Vroomans en Frans Van Geest (2013)
- Bliss - Tom Beek Quintet (2013)
- Around the world - Ilja Reijngoud Group (2012)
- Light interchange - Ingeborg Helder (2012)
- Shades of Brown : A tribute to Clifford Brown - Ruud Breuls & Metropole Orkest (2010)
- Big time - Tom Beek Quintet (2009)
- The Shakespeare album - Ilja Reijngoud Quartet (2009)
- Untamed world - Ilja Reijngoud Quartet (2008)
- Live Under The Sun - Tom Beek Quintet (2007)
- Live in Amsterdam met Tineke Postma, Rob van Bavel, Martijn van Iterson en Jeroen Vierdag (2005)
- Duo conversation, met Leonardo Amuedo (2002)
- We Love Music , samen met zijn vader Koos Serierse en pianist Hans Vroomans (1993)
- It's not perfect to be easy met Lils Mackintosh, Jan Menu, Chris Monen en Erik Robaard (1993)

### Te horen op (selectie)
- Jazz love - Laura Fygi (2017)
- Moon Dreams (Evans & Mulligan) - Dutch Jazz Orchestra (2009)
- Plays The Music Of Rob Madna - Dutch Jazz Orchestra (2009)
- The Yellow House - Jasper van 't Hof (2006)
- White & Blue - Tom Beek Quintet (2005)
- Laura Fygi At Ronnie Scott's - Laura Fygi (2003)
- Suenos Gitanos - Rosenberg Trio (2001)
- Want Ik Hou Van Jou - André Hazes (2000)
- Andere noten - Gerard Cox (1998)
- Liefdesbrief - Spiros (1996)
- Bloemen Op IJs - Benny Neyman (1996)
- Turn Out The Lamplight - Laura Fygi (1995)
- Gypsy Swing - Rosenberg Trio (1995)
- The Fire Inside - Ten Sharp (1993)
- Voorjaar - Henk Westbroek (1992)
- Tussen de liefde en de leegte - Stef Bos (1992)
- Nu - Conny Vandenbos (1992)
- Gypsy Summer - Rosenberg Trio (1991)
- Out Of The Blue - Ellen Helmus (1990)[8]
- Now And Forever - Anita Meyer (1986)